# 単姓村
単姓村（たんせいそん、中国語: 單姓村 / 单姓村）とは中国、台湾島、朝鮮半島において、同じ姓を持つ同じ宗族（父系親族集団）の人たちが集まって住む集落または村落である。朝鮮半島では同姓同本の集落を集姓村（朝鮮語: 집성촌）、同姓村落（동성촌락）または同族部落（동족부락）と呼ぶ。日本やインドにおいても同様な現象が見られる。

## 形成
同じ血縁を持つ宗族が集まって住むことは、日常の相互協力や外敵からの防御に有利であるため、地方宗族が勢力が絶大である中国の華南・華中地域（江西省南部、福建省南西部、広東省北東部、浙江省南部、安徽省南部、湖南省南部、湖北省南部、四川省）や台湾中部に多く見られる。特に客家人と潮州語を話す潮州人の居住地域には単姓村がよく見られ、20万人を超える単姓村も存在する。
これらの地域は宋以降に中央政府による大規模な入植開拓や北方の戦乱により、多くの宗族が集団で南方に移り、土客械闘などの治安問題により一族団結が殊更に必要であったことなどから、宗族の有力者である在郷地主と郷紳層が支配する自治性が強い単姓村が非常に発達している。宗族の力が強い村落の特徴として、豪華な装飾を施した祖廟・祠堂、莫大な面積を占める族田、宗族単位の墓、多額の費用と労力を要する族譜、そして村落共同体の利益を最大化させ、個人間の争いと不平等を最小限に抑えるために、村全体を団結させる、守らなければならない掟の存在が挙げられる。一方、中国の長江流域と西南の少数民族地区には散居村が多く、北方には多くの姓氏の人が1つの集落に住む雑姓村が多く、華東地域と華南の珠江三角州には近代以降の商業の発達により集落の境界線が薄くなり、より大きな共同体が形成している。
朝鮮半島においても李氏朝鮮に両班階級の人数の増加（朝鮮末期には全戸数の7割以上が両班戸籍だった）により村落の士族社会化が急速に進んだ結果、集姓村が急増した。1930年代にも朝鮮半島全体には約1万5000の同族部落が存在し、村の全体の半分以上を占めていた。
一方、2つの氏族の勢力が拮抗する場合は2つの姓による集姓村が形成することもある。韓国の良洞村（孫氏と李氏）や中国開平市の赤坎鎮（司徒氏と関氏、両氏族は厳格な縄張りを持つ）がその例である。

## 問題点
2009年の研究によると、単姓村での出生率は雑姓村より43%も高く、宗族の力が強いため一人っ子政策への抵抗も強い。このような村で「超生」（2人以上の子供を産むこと）に対する政府の処罰が現地の宗族の抵抗により非常に困難であるから、女性新生児の子殺しの現象は他の地域より少ないが、宗族の利益を保護するために男性の新生児はより好まれる現象が見られる。このため、現在の広東省潮州市、汕頭市、梅州市などの旧潮州の地域で、一人っ子は少ないが、性比は130:100以上の地域が多く、210:100の地域もある。実際、過去には客家人と潮州人の居住地域で人口が増え過ぎて土地が足りなくなり、多くの村民は華僑として東南アジアに移住した事態が起きた。
また、単姓村の村民は共同体としての意識が強いため、村ぐるみで麻薬生産などの組織犯罪を行う場合、警察による取り締まりは困難である。